# Jean III d'Harcourt
Jean III d'Harcourt, dit le Tort ou le Boiteux, chevalier, mort le 9 novembre 1329, fut vicomte de Châtellerault et de Saint-Sauveur, baron d'Elbeuf, seigneur d'Harcourt, de La Saussaye, de Brionne, de Lillebonne.

## Biographie
Jean III d'Harcourt est le fils de Jean II d'Harcourt, baron d'Elbeuf et maréchal de France, et de Jeanne, vicomtesse de Châtellerault.
Son mariage avec Alix de Brabant, dame d'Aerschot, Mézières-en-Brenne et La Ferté-Imbault, fille et riche héritière de Godefroy de Brabant, seigneur d'Aarschot, et de Jeanne Isabeau de Vierzon, fait de lui un proche parent des ducs de Brabant et des rois de France. En effet, Alix de Brabant est la petite-fille d'Henri III, duc de Brabant et la nièce de la reine Marie de Brabant, épouse de Philippe le Hardi, roi de France. Alix de Brabant était héritière par sa mère de la maison de Vierzon, et apporta en mariage le château de La Ferté-Imbault.
Il mourut le 9 novembre 1329 et fut enterré au prieuré de Notre-Dame du Parc d'Harcourt, fondé par son grand-père Jean Ier d'Harcourt près du château d'Harcourt.

## Descendance
Il eut plusieurs enfants de son mariage avec Alix de Brabant d'Arschot : 
- Jean IV d'Harcourt († 1346), premier comte d'Harcourt[note 1] ;
- Louis d'Harcourt, vicomte de Saint-Paul, seigneur de Montgom(m)ery ;
- Geoffroy d'Harcourt, vicomte de Saint-Sauveur, maréchal d'Angleterre ;
- Marie d'Harcourt, épouse Jean II de Clère ;
- Isabeau d'Harcourt, épouse Jean II de Brienne, vicomte de Beaumont-au-Maine ;
- Alix d'Harcourt, épouse André II ou III, seigneur de Chauvigny et de Châteauroux, tué en 1356 à la bataille de Poitiers ;
- Blanche d'Harcourt, épouse Hugues Quieret, seigneur de Tours-en-Vimeu, amiral de France, sénéchal de Beaucaire et de Nîmes, tué lors d'un combat naval contre les Anglais en 1340.